# Кеннеди, Кларенс Гамильтон
Кларенс Гамильтон Кеннеди (англ. Clarence Hamilton Kennedy; 25 июня 1879, Рокпорт, штат Индиана —6 июня 1952) — американский энтомолог и ихтиолог. Описал четыре таксона: Aphyocharax anisitsi, Celaenura gemina, Hypostomus boulengeri, Ischnura gemina.

## Биография
Родился в Рокпорте, Индиана. В 1902 году получил степень бакалавра, а в 1903 стал магистром Индианского университета. После окончания университета работал в Бюро рыбного хозяйства США в Вашингтоне. В 1915 году получил степень магистра в Стэнфордском университете. В 1919 году защитил диссертацию  на степень PhD в Корнеллском университете. Работал в университетах США, сделав карьеру и став профессором. Входил в издательский совет, публиковавший монографии по экологии Южной Америки. В 1950 году Университет Индианы присвоил ему почётную докторскую степень.

### Семья
Состоял в браке (с марта 1927 года), родились сын и дочь.